# 草地滨藜
草地滨藜（学名：Atriplex oblongifolia）为苋科滨藜属的植物。分布于哈萨克斯坦、欧洲以及中国大陆的新疆等地，一般生长在山坡。
其种加词“oblongifolia”意为“长椭圆叶子的”。